# زامری-گورا
زامری-گورا (انگلیسی: Zamri-Gora) یک کوه در استان مسکوی کشور روسیه است.